# Afyonkarahisar (stad)
Afyonkarahisar of Afyon is de hoofdstad van de Turkse provincie Afyonkarahisar. De stad heeft  750.193 inwoners (2024). Het district heeft een oppervlakte van 1.025,14 km².

## Geschiedenis
In 740 vond hier de Slag bij Akroinon plaats tussen een Arabisch leger van de Omajjaden en de Byzantijnse strijdkrachten. De slag draaide uit op een Byzantijnse overwinning en hiermee werd een halt toegeroepen aan de veroveringslegers van de Arabieren in Anatolië.

## Economie
Mede door de marmer- en voedselsector heeft de stad nationaal en internationaal naam gemaakt. Er zijn in Afyonkarahisar 355 marmerfabrieken (2005). Het kwalitatief hoogwaardige en rijke marmer van de stad heeft aan de vergroting van de sector bijgedragen.

## Geboren
- Ahmet Sezer (1941), tiende president van Turkije (2000-2007)
- Ilker Basbug (1943), generaal
- Ahmet Akyalçın (1949), advocaat
- Bülent İplikçioğlu (1952), historicus
- Meral Uslu (1962) Turks-Nederlands filmmaakster
- Hasan Fidan (1987), voetballer
- Sibel Özkan (1988), gewichtheffer
- Alper Potuk (1991), voetballer

- Gemeinsame Normdatei: 4203790-6
- MusicBrainz: c779b515-2862-4be4-a2a9-1bea73ff9222
- Virtual International Authority File: 2396159820938814000009